# جورج ر. د. غوليت
جورج ر. د. غوليت هو كاتب سير ومؤرخ كندي، ولد في 1933.